# Festuca asthenica
Festuca asthenica är en gräsart som beskrevs av Otto Stapf. Festuca asthenica ingår i släktet svinglar, och familjen gräs. Inga underarter finns listade i Catalogue of Life.